# Myrnam
Myrnam es un pueblo canadiense situado en la provincia de Alberta.

## Superficie
Myrnam tiene una superficie de 2,75 km².

## Demografía
En 2021, tenía 257 habitantes, una densidad poblacional de 93,6 hab./km², y 161 viviendas.